# پل آکوئوکو
پل آکوئوکو (انگلیسی: Paul Akouokou؛ زادهٔ ۲۰ دسامبر ۱۹۹۷) بازیکن فوتبال اهل ساحل عاج است که در پست هافبک دفاعی برای باشگاه رئال بتیس در لا لیگا بازی می‌کند.

## تیم ملی
وی همچنین در تیم ملی فوتبال ساحل عاج بازی کرده‌است.